# اچ‌ام‌ای‌اس بنالا (جی۳۲۳)
اچ‌ام‌ای‌اس بنالا (جی۳۲۳) (به انگلیسی: HMAS Benalla (J323)) یک کشتی بود که طول آن ۱۸۶ فوت (۵۷ متر) بود. این کشتی در سال ۱۹۴۲ ساخته شد.